# Поїздка до Індії
«Поїздка до Індії» (англ. A Passage to India) — фільм-драма, знятий Девідом Ліном за однойменним романом Едварда Моргана Форстера (1924).

## Сюжет
Дія фільму відбувається в 1920-і роки в період зростаючого впливу руху за незалежність Індії в Британській Індії. Адела Куестед (Джуді Девіс) і місис Мур (Пеггі Ашкрофт) відпливають з Англії до Індії, де Ронні Гіслоп (Найджел Гейверс), син старшої жінки й наречений молодшої, працює суддею в провінційному містечку Чандрапур.

## Саундтрек
Композитором фільму був Моріс Жарр.
| #   | Назва                   | Тривалість |
| --- | ----------------------- | ---------- |
| 1.  | «A Passage To India»    | 1:52       |
| 2.  | «The Marabar Caves»     | 3:05       |
| 3.  | «Bombay March»          | 2:32       |
| 4.  | «The Temple»            | 5:20       |
| 5.  | «Frangipani»            | 3:00       |
| 6.  | «Chandrapore»           | 4:44       |
| 7.  | «Adela»                 | 4:24       |
| 8.  | «Expectations»          | 3:07       |
| 9.  | «Bicycle Ride»          | 3:25       |
| 10. | «Climbing To The Caves» | 4:00       |
| 11. | «Kashmir»               | 2:18       |
| 12. | «Back To England»       | 2:30       |